# جنگ‌های سلجوقیان و بیزانس
جنگ‌های بیزانس و سلجوقیان (ترکی استانبولی: Bizans-Selçuklu Savaşları)، به مجموعه جنگ‌هایی در منطقه آسیای صغیر و سوریه و اروپا میان ترکان سلجوقی تازه مستقر شده در منطقه و امپراتوری بیزانس که به مدت ۳ قرن تا زمان سقوط سلجوقیان روم به درازا کشید. از مهم‌ترین این نبردها می‌توان به نبرد ملازگرد اشاره کرد که آلب ارسلان توانست امپراتور بیزانس را شکست و اسیر کند.

## نخستین ورود منظم سلجوقیان به آناتولی
از مدت‌ها قبل از سلطنت طغرل، ترکمانان حملات متعددی به سرزمین آناتولی یا روم شرقی، بیزانس، داشتند؛ اما در دورهٔ سلطنت طغرل و برای نخستین بار در سال ۴۴۰ ه‍.ق، ترکمانان به سرکردگی ابراهیم ینال، بخش‌هایی از روم شرقی را آماج حملات خود قرار دادند. زمانی که گروهی از غزها تصمیم گرفتند که به قلمرو ابراهیم ینال وارد شوند، ابراهیم به این بهانه که سرزمین‌های تحت تصرف او ظرفیت سکونت آنان را ندارد، غزها را در جهت کسب غنیمت و جهاد در راه خدا، برای حمله به روم شرقی تحریض و دعوت نمود و وعدهٔ همراهی خود در این راه را به آنان داد. در نتیجه غزها، به سمت سرزمین روم گسیل شدند و ابراهیم ینال نیز به دنبال آنان رهسپار آن نواحی شد. آنان پس از وصول بدان مناطق، در نبردهای سختی که با سپاهیان پرتعداد رومی و اهالی آبخاز در مناطقی همچون ملازگرد (منازکرت)، ارزن روم (ارزنه‌الروم)، قالیقلا و طرابوزان داشتند، پس از تحمل شکست‌ها و کسب پیروزی‌هایی، سرانجام به همراه ابراهیم ینال، موفق به کسب پیروزی نهایی شدند که در طی آن بسیاری از رومیان کشته، اسیر یا متواری شدند.
در طی این نبردها، بسیاری از پاتریک‌ها در کنار قاریط، پادشاه آبخاز، به اسارت درآمدند. پس از این رخدادها، ابراهیم ینال با دست‌اندازی بر مناطق متعدد در سرزمین روم، توانست حتی تا فاصلهٔ پانزده روزه از پایتخت سرزمین روم یعنی قسطنطنیه، پیشروی کند. همچنین پس از نبردهای مذکور، مهاجمان توانستند مقدار زیادی از مردمان آن نواحی را به همراه چهارپایان، اموال و تجهیزات جنگی به چنگ آورند.

## نبرد ملازگرد

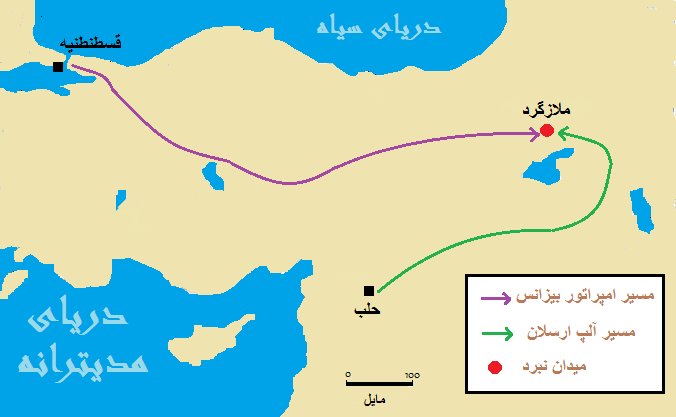
مسیر لشکرکشی آلب‌ارسلان به سمت ملازگرد

و نفوذ سلجوقیان در مرزهای شرقی قلمرو بیزانس و در پی لشکر کشی و پیشروی آلب ارسلان به قفقاز و آناتولی رومی‌ها را هراسان کرد. رمانوس دیوگنس امپراتور جدید، فکر کرد می‌تواند با عملی کردن اندیشه خود دولت نوپای سلجوقی را نابود کند به همین منظور با گرد آوری سپاهی مرکب از مقدونیها، بلغاریها، فرانکها و جز آنان به سوی انطاکیه حرکت کرد و شهر منبج (هیروپولیس) و ارتاح را تصرف کرد به حلب نزدیک شد، اما قحطی و سوزانده شدن مواد غذایی از سوی ترک‌ها موجب شد که دیوگنس بازگردد. به علت ناآرامی‌هایی که درمصر بود و دعوت مصریان از آلب ارسلان او به سوی سوریه لشکرکشید. او شهرهای سر راه از جمله ملازگرد و ارجیش را به سرعت فتح نمود؛ و از طریق دیار بکرو رها، به حلب حمله کرد و امیران حلب و دیار بکر را وادار به اطاعت کرد. آلب ارسلان می‌خواست به مصر برود که فرستاده امپراتور روم نزد او آمد و تخلیه شهرهای تصرف شده را خواستار شد و به. او لشکرکشی به مصر را نیمه تمام گذاشت و راهی آذربایجان شد و هنگامی که به خوی رسید به او خبر رسید که رمانوس با لشکری ۲۰۰هزار نفری به سمت او می‌آید. آلب ارسلان با لشکری که تعداد آن‌ها به ۱۵ هزار نفر می‌رسید در روزه جمعه ۲۷ ذیقعده که مبارک بودن آن روزتایید شده بود برای پیروزی یا شهادت در ملازگرد از توابع اخلاط با سپاه روم رو به رو شد این اولین رویارویی بزرگ میان رومی‌ها و ترک‌ها بود. آلب ارسلان ابتدا معتقد بود پروزی همه‌جانبه بر سپاه روم موقعیت را به نفع وی رقم خواهد زد او با اعقاد به این موضوع با سرعت و شجاعت به خط مقدم سپاه روم حمله کرد آن ر ا نابود کرد اما به زودی متوجه شد که جنگ با سپاه عظیم بی فایده است پس عقل و دانایی حکم می‌کرد که آلب ارسلان راه صلح را در پیش گیرد او این پیشنهاد را به امپراتور روم داد ولی او قبول نکرد. از خود گذشتگی سپاه آلب ارسلان باعث شد در این جنگ رمانوس شکست بخورد و اسیر شد آلب ارسلان با او با احترام رفتار کرد و او را به وطنش بازگرداند و البته عده ایی معتقد هستند که هنگامی پادشاه روم اسیر شد سربازان بسیار بر او تازیانه زدند. امپراتور روم پیش از رهایی از اسارت، آزادی اسیران مسلمان و پرداخت غرامت و مالیات دادن به دولت سلجوقی را به مدت ۵۰ سال پذیرفت. نبرد ملازگرد و پیروزی آلب ارسلان در این جنگ یکی از رویدادهای مهم تاریخ اسلام به‌شمار می‌رود، از این زمان به بعد مسلمانان و ترک‌ها به تدریج بر آسیای صغیر چیره شدند و این موضوع باعث شد تمدن اسلامی در آسیای صغیر جایگزین تمدن مسیحی شود و در آنجا استقرار پیدا کرد و پیروزی آلب ارسلان در این جنگ او در جهان اسلام به شهرت رساند.

## نخستین جنگ صلیبی
اندکی پس از شورای کلرمونت و سخنرانی پاپ اوربان دوم، در سال ۱۰۹۵ میلادی، ارتش‌های غربی به سوی شرق رهسپار شدند. از آسیای صغیر عبور کردند، به انطاکیه رسیدند و آن‌جا را به تصرف درآوردند. آنگاه در دو مسیر ساحلی و داخلی (روج - معره نعمان - شیزر - مصیاف - اکراد) حرکت کردند، بار دیگر در طرابلس به یکدیگر پیوستند و از آن‌جا راهشان را به سوی بیروت و صیدا تا قیساریه و سپس به‌سوی اورشلیم ادامه دادند. پس از تسخیر اورشلیم، صلیبی‌ها به سازمان دادن دولت‌های خود پرداختند و پادشاهی اورشلیم و شاهزادنشین انطاکیه و کنت‌نشین ادسا را که حکومت‌هایی خودمختار بودند، شکل دادند. برخی از شهرها همانند معره نعمان در مقابل تهاجم صلیبیون مقاومت کردند ولی حاکمان برخی دیگر از شهرها مثل حماه، شیزر و طرابلس، حمص ترجیح دادند با مهاجمان از در صلح درآیند ولی کشتارهای صلیبیون، پس از رسیدن به آسیای صغیر، در طول مسیر و هنگام رسیدن به انطاکیه و در ادامه در اورشلیم و دیگر شهرهای فلسطین سبب خشم مسلمانان شد و این‌چنین خود را آماده نبرد با صلیبیون کردند.
در این دوران بود که امارت‌های پراکنده شام تضعیف شده و قدرت مقابله با مبارزطلبی صلیبیون را نداشتند. در شمال، قلیچ ارسلان از رهبران سلاجقه توان پایداری نداشت و پایتختش، نیقیه، توسط صلیبیون اشغال شد و در نتیجه قدرت خود را از دست داد.
آناتولی نیز تحت سیطره دانشمندیه بود که از نیرومندترین امارت‌های سلاجقه در بخش شمال شبه جزیره آسیای صغیر به‌شمار می‌رفت. امیر دانشمندی، ملک غازی که با پیروزی بر صلیبیون شهرت فراوانی کسب کرد، توانست بوهمند را در نبرد ملطین به اسارت درآورد و در شمار نخستین رهبران مسلمان قرارگیرد که بر یک سپاه صلیبی پیروز شده‌است.
در اواخر سال ۱۰۹۹، خبر بازپس‌گیری سرزمین اورشلیم بوسیلهٔ مسیحیان به اروپا رسید و مردم با شور و شادمانی از آن استقبال کردند. در زمستان سال بعد شمار بسیاری از فرماندهان صلیبی همراه سربازانشان به سرزمین‌های خود بازگشتند. سخن همه کسانی که به اروپا بازگشته بودند، این بود که شرق نیاز به جنگجو و آبادگرانی دارد تا کار خدا را ادامه دهند، و در مشرق اموال و املاک فراوانی است که در انتظار مردمان حادثه جو به سر می‌برد. آنان بر جنگ صلیبی جدیدی، که مردان کلیسا آن را تبرک می‌دانستند، اصرار می‌ورزیدند. به این ترتیب جنگ صلیبی دیگری با شرکت جنگجویان لمباردی‌ها، آلمانی‌ها و فرانسوی‌ها آغاز شد، اما این تهاجم به ویژه پس از حمله به آنقوره با مقاومت مستمر سلجوقیان روم روبه‌رو شد. سپس در سال ۱۱۰۱، جنگ سرنوشت‌سازی میان مسلمانان ترک و صلیبی‌ها در مرسیفان روی داد و ترکان موفق شدند نیروهای صلیبی را در هم شکنند. پس از آن دو حمله به وسیله آلمان‌ها و فرانسوی‌ها صورت گرفت، که چیزی بیش از حمله‌های پیشین نصیب آنان نشد و ترکان موفق شدند نیروهایشان را نابود سازند.
تثبیت دوبارهٔ قدرت ترکان در آناتولی مرکزی موجب افزایش نیروی آنان شد. سقمان، حاکم ارتقی ماردین، و جکرمش، اتابک موصل، که از تجاوزها و پیشروی‌های صلیبیون بیمناک بودند، درصدد یکپارچه ساختن نیروهای خود برآمدند. تلاش آنان برای حمله به ادسا منجر به حملهٔ پیش‌دستانهٔ صلیبیون به قلعهٔ حران شد و در نبردی در سال ۱۱۰۴ و بر ساحل رودخانه بلیخ، که به نبرد حران، مشهور شده، باعث شکست صلیبیون شد. این چند شکست، افسانه «شکست ناپذیری صلیبیون» را از میان برد و امارت حلب نیز از خطر تهدید صلیبیون رهایی یافت.
در جنوب شام، یعنی مصر، فاطمیان از نظر سیاسی و نظامی قدرتمند بودند و نیروی دریایی نیرومندی در اختیار داشتند. با وجود این‌که فاطمیان در آغاز کوشیدند تا با صلیبیون به تفاهم برسند، اما با نظر منفی روبه‌رو شدند و اورشلیم را از دست دادند. به دنبال آن لشکر مصر درهم شکست و فاطمیان درصدد برآمدند تا از دو شکست اورشلیم و اشکلون انتقام بگیرند. وزیر فاطمی، افضل، سپاه نیرومندی را تدارک دید و فرماندهی آن را به غلام خود، سعدالدوله طواشی سپرد. این سپاه در مه ۱۱۰۱، به اشکلون رسید و چندین نبرد در رمله انجام شد که طی آن‌ها مسلمانان و صلیبیون، به تناوب، بارها پیروز شدند. در ماه مه ۱۱۰۲، فاطمیان ارتشی متشکل از بیست هزار نیروی عرب و سودانی به فرماندهی شرف المعالی، پسر افضل، بسیج کردند. این ارتش بر صلیبیون متمرکز در رمله پیروز شد. اما صلیبیون در یافا از پیروزی مصری‌ها جلوگیری کردند.

## یادداشت
1. ↑  این نبرد در نزدیکی میدان نبرد کارهه یا حران Carrhae قدیم روی داد که طی آن پارتی‌ها بر ارتش امپراتوری روم به فرماندهی کراسوس پیروز شدند. ترک‌ها بر ضد صلیبی‌ها در سال ۱۱۰۴ مجموعه کمین‌ها و حمله‌های منظمی ترتیب دادند که طی آن ترک‌ها کفایت تاکتیکی درخشانی از خود نشان دادند و موفق شدند ارتش ادسا و انطاکیه را که شامل شش هزار سوار و ۱۸ هزار پیاده بود را نابود سازند